# Willingen
Willingen es un municipio situado en el distrito de Waldeck-Frankenberg, en el estado federado de Hesse (Alemania). Su población estimada a finales de 2016 era de 6061 habitantes.
Se encuentra ubicado al noroeste del estado, cerca de la frontera con el estado de Renania del Norte-Westfalia.

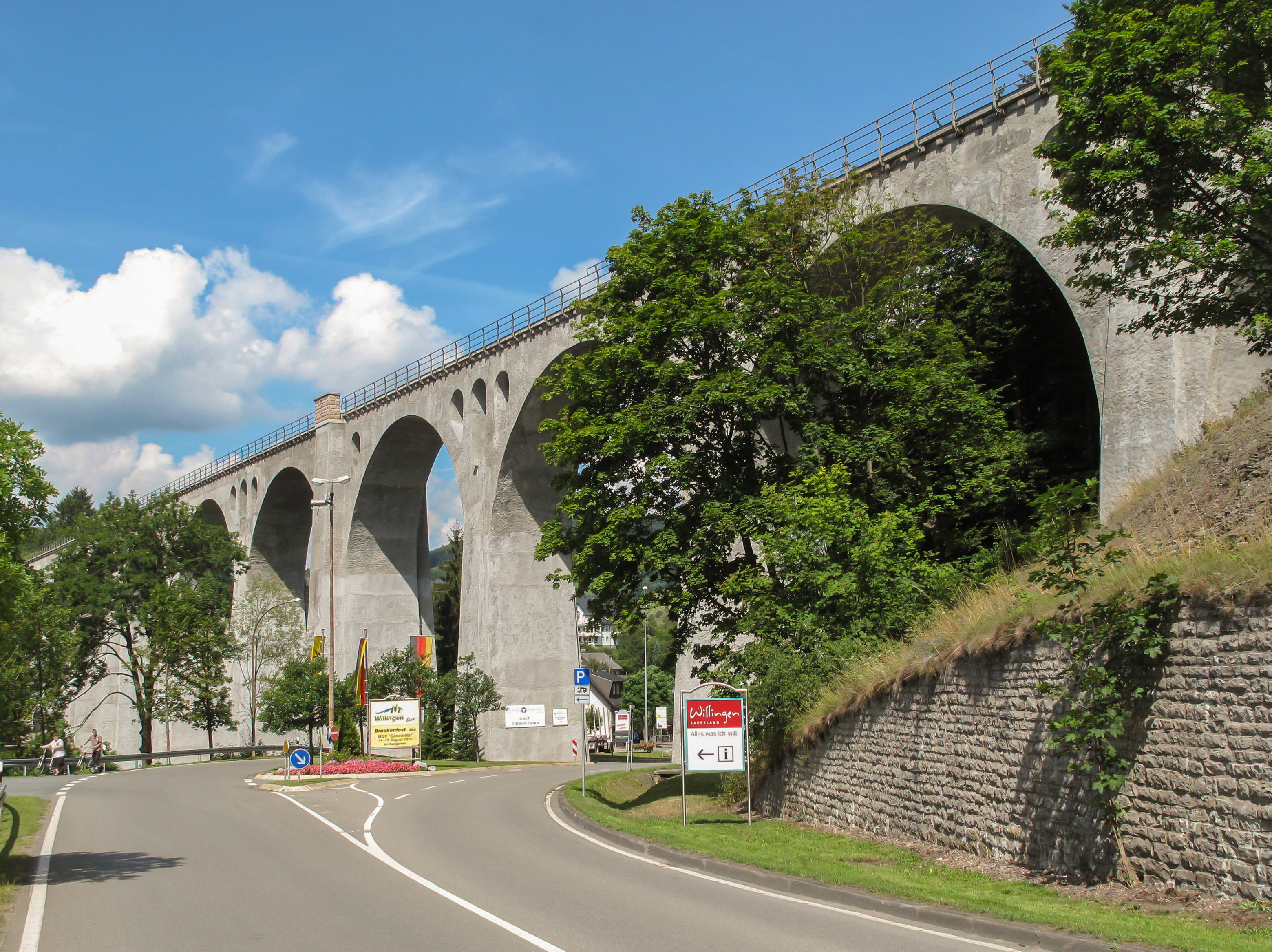
Willingen, el viaducto